# نهائي كوبا ليبرتادوريس 2013
نهائي كأس ليبرتادوريس 2013 هو النهائي الرابع والخمسون من بطولة كأس ليبرتادوريس، البطولة التي ينظمها اتحاد أمريكا الجنوبية لكرة القدم (كونميبول).
لُعب النهائي بنظام الذهاب والإياب وجمع بين أوليمبيا أسونسيون الباراغواياني وأتلتيكو مينيرو البرازيلي. أُقيمت مباراة الذهاب على ملعب ديفنسوريس دل تشاكو في أسونسيون يوم 17 يوليو 2013، بينما لُعبت مباراة الإياب على أرضية ملعب مينيراو في مدينة بيلو هوريزونتي يوم 24 يوليو 2013.
تأهل الفائز بكوبا ليبرتادوريس 2013 لكأس العالم للأندية 2013 كممثل لاتحاد أمريكا الجنوبية لكرة القدم، شارك في المنافسة ابتداءًا من الدور نصف النهائي. كما حصل على حق اللعب ضد الفائز بكوبا سود أمريكانا 2013 في ريكوبا سودأمريكانا 2014.
حقق أتلتيكو مينيرو لقبه الأول في البطولة بعد الفوز على خصمه أوليمبيا أسونسيون بركلات الترجيح 4–3 بعد انتهاء لقائي الذهاب والإياب بنتيجة 2–2 في المجموع.

## عن الفريقين
| الفريق            | نهائيات سابقة (الخط العريض يشير لسنة الفوز) |
| ----------------- | ------------------------------------------- |
| أوليمبيا أسونسيون | 1960, 1979, 1989, 1990, 1991, 2002          |
| أتلتيكو مينيرو    | 0                                           |

## مباراة الذهاب

### التفاصيل
| أوليمبيا أسونسيون                    | 2–0   | أتلتيكو مينيرو |
| ------------------------------------ | ----- | -------------- |
| - اليخاندرو سيلفا 23' - بيتوني 90+4' | تقرير |                |

## مباراة الإياب

### التفاصيل
| أتلتيكو مينيرو                       | 2–0 (ب.و.إ.) | أوليمبيا أسونسيون                            |
| ------------------------------------ | ------------ | -------------------------------------------- |
| - جو 47' - سيلفا 87'                 | تقرير        |                                              |
| ركلات الترجيح                        |              |                                              |
| أليكساندرو · غيليرمي · جو · ليوناردو | 4–3          | ميراندا · فيريرا · كانديا · أراندا · خيمينيز |